# Marie Amelie von Godin
Marie Amelie Julie Anna Freiin von Godin (* 7. März 1882 in München; † 22. Februar 1956 ebenda, manchmal auch Amalia Maria) war eine bayerische Schriftstellerin, Frauenrechtlerin, Übersetzerin und Albanienforscherin.

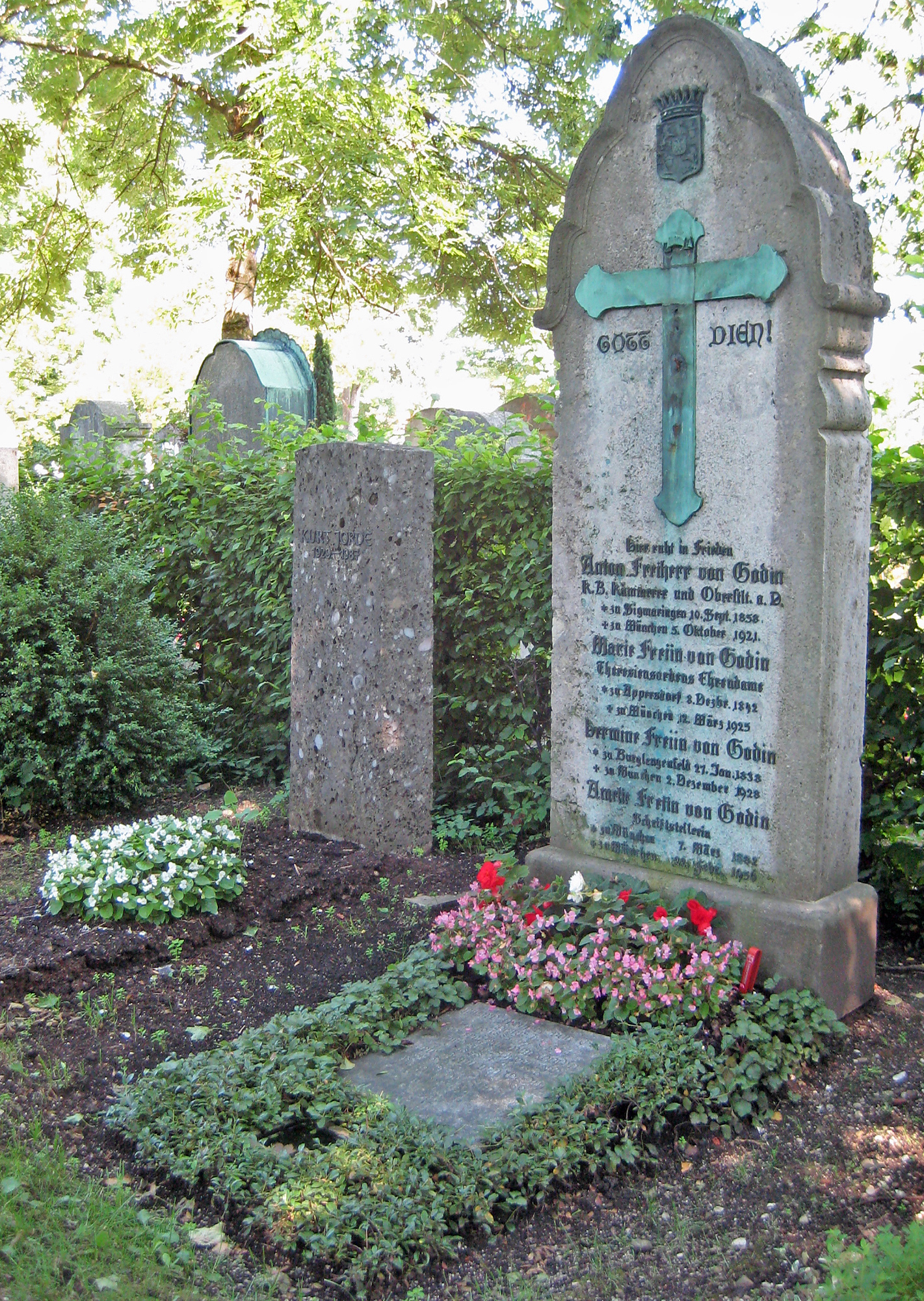
Familiengrab der Godins auf dem Münchner Nordfriedhof, auf deren Grabstein ganz unten Marie Freiin von Godin aufgeführt ist

## Leben

### Jugend
Amalie Marie Godin wurde streng und in katholischer Tradition erzogen. Sie erhielt Hausunterricht und besuchte später eine Klosterschule. Sie war eigenwillig und zeigte wenig Interesse an den weiblichen Tugenden, wollte auch in Zürich studieren, wo Frauen damals schon zum Studium zugelassen waren. Ihre Eltern Julie (geborene von Eichthal) und der Geheime Justizrat Bernhard Karl Gottfried Freiherr Godin erlaubten das hingegen nicht – Godin lebte zurückgezogen zu Hause und begann, sich schriftstellerisch zu betätigen. Ab 1902 begann sie für die Zeitungen Kölnische Volkszeitung und Tägliche Rundschau zu schreiben.

### Freundschaft zu Albanien
Nachdem Godin 1905 psychische Probleme gezeigt hatte, wurde sie mit ihrem jüngeren Bruder Reinhard auf eine längere Reise geschickt, die sie nach Griechenland und ins Osmanische Reich führte. Auf dieser Reise lernte sie einen albanischen Adligen kennen, den sie 1908 in seiner Heimat Albanien besuchte. Sie lernte bei diesem Aufenthalt Ekrem Bey Vlora (albanisch Eqrem Bej Vlora; * 1885 in Vlora; † 1964 in Wien) kennen, mit dem sie zeit ihres Lebens eine enge Freundschaft verband. Ekrem Bey Vlora, Neffe von Ismail Qemali, gehört einer reichen und einflussreichen muslimischen Familie aus der Region Vlora an und war in Wien zur Schule gegangen. Die Liebe zu ihm und zum Land – Egon Berger-Waldenegg schrieb ihr einen Albanienrausch zu – verleitete Godin dazu, in der Folge das halbe Jahr in Albanien zu verbringen. Laut dem Münchner Albanienforscher Peter Bartl handelte es sich um eine Liebesbeziehung. Heiraten durften die beiden jedoch nicht, da sie verschiedenen Religionen angehörten. In seinen Memoiren schreibt Ekrem Bey Vlora zwar kaum was über Godin. Den wenigen Erwähnungen geht aber meist das Adjektiv liebe voran.

„… unsere liebe, wertvolle Freundin, die Baronin Amelie von Godin, die in meinem Haus wohnte …“

Beeinflusst von mehreren albanischen Freiheitskämpfern, mit denen sie in Kontakt gelangt war, machte sie sich für die albanische Unabhängigkeit stark, später informierte sie über die Armut und andere Nöte des Landes. Im Frühjahr 1914, als zur Regierungszeit von Wilhelm zu Wied in Albanien sich die muslimischen Bauern erhoben, half sie in Durrës als Sanitäterin im Kriegslazarett aus. Die schon seit ihrer jüngsten Kindheit gesundheitlich angeschlagene Godin überanstrengte sich dabei dermaßen, dass sie noch jahrelang darunter litt.
Ihre Eindrücke aus Albanien und über die Kultur des Landes verarbeitete Godin in zahlreichen Büchern und Zeitungsartikeln. Auch diverse ihrer Romane hatten Albanien als Schauplatz und wurden mit ihren Zeichnungen aus Albanien illustriert. 1930 publizierte sie einen ersten Teil eines deutsch-albanisches Wörterbuch, an dem sie rund zwei Jahrzehnte gearbeitet haben soll. Im April des gleichen Jahrs besuchte sie in Shkodra Franziskaner, bei denen sie zu Gast war. Diese fragten sie um eine Übersetzung ins Deutsche des albanischen Gewohnheitsrechts Kanun des Lek Dukagjini. Zusammen mit Ekrem Bey Vlora und mit Franziskaner-Mönchen arbeitete sie daraufhin über mehrere Monate in Shkodra und ab 1938 systematisch an der Übersetzung des umfangreichen Gesetzeswerks, das 1933 postum erstmals auf Albanisch erschien. Die Übersetzung, angereichert um Vergleiche mit anderen Versionen des Kanuns, konnte aber erst nach dem Zweiten Weltkrieg – verteilt auf mehrere Ausgaben der „Zeitschrift für vergleichende Rechtswissenschaft“ – veröffentlicht werden. Beide Werke stellen Grundlagen der Albanienforschung dar.

### Aktivitäten im Frauenbund und Schutzverband Deutscher Schriftsteller
Godin – unverheiratet und oft auf Auslandsreisen – führte ein für damalige Zeiten sehr untypisches Leben. Über Albanien und ihre Reisen berichtete sie immer wieder auch an Vorträgen. Sie hatte aber auch andere wissenschaftlich aktive Frauen – zum Beispiel mehrmals der Ethnologin, Zoologin, Botanikerin und Reiseschriftstellerin Therese Prinzessin von Bayern, die sich 1890 länger in Albanien aufgehalten hatte – für Auftritte zu Gast und kam in Kontakt mit vielen bedeutenden Persönlichkeiten aus Politik, Kirche, Kultur und Adel.
Eng befreundet war Godin mit der Frauenrechtlerin Ellen Ammann, die die erste katholische Bahnhofsmission und den Münchner Zweigverein des Katholischen Frauenbunds gegründet hatte. Im Katholischen Frauenbund engagierte sich von Beginn auch Godin, die sich vor allem für die wissenschaftliche Bildung von Mädchen und Frauen einsetzte. Nach dem Ersten Weltkrieg verteilte sie Lebensmittel an den verarmten Mittelstand. Später gehörte Godin dem Vorstand des Schutzverbandes deutscher Schriftsteller an, der gegen staatliche Eingriffe in das Literaturschaffen kämpfte.

### Tätigkeit unter nationalsozialistischer Herrschaft
Bald nach dem Tode Ellen Ammanns im November 1932 veröffentlichte Godin deren Biographie. Diese wurde von den Nationalsozialisten sogleich auf den Index gesetzt, da Ammann mitgeholfen hatte, den Hitlerputsch 1923 zu vereiteln. Nebst ihrer Freundschaft zu Ellen Ammann wurde sie von den Nazis auch überwacht, weil sie eine Ur-Urenkelin des Juden Aron Elias Seligmann und eine Cousine von Michael Freiherr von Godin war, der als Leitender Polizeibeamter ebenfalls an der Vereitlung des Hitlerputschs maßgeblich beteiligt war. Michael von Godin flüchtete, nachdem er aus der Schutzhaft im KZ Dachau entlassen worden war, in die Schweiz. Marie Amelie von Godin leugnete ihre jüdische Abstammung nicht und half als überzeugte Katholikin auch jüdischen Bekannten. Auf ihrer vermutlich letzten Albanienreise im Jahr 1939 begleitete sie eine jüdische Frau in das sichere Balkanland. Da sie nach den Nürnberger Gesetzen als jüdischer „Mischling II. Grades“ galt, bedurfte sie einer Sondergenehmigung, um überhaupt Mitglied der Reichsschrifttumskammer zu werden und weiterhin schriftstellerisch tätig zu sein. Sie veröffentlichte allerdings in diesen Jahren lediglich wohlwollend aufgenommene Heimatromane. Verboten wurden ihr hingegen Veröffentlichungen zu albanischen Thematiken: Man hatte Verdacht, sie unterstütze die albanischen Widerstandskämpfer, und überwachte sie fortan streng.

### Fleißige Helferin im Nachkriegsdeutschland
Nach dem Zweiten Weltkrieg half Godin bei der Neuorganisation des Katholischen Frauenbunds und bei der Betreuung von Flüchtlingen, was ihr aufgrund ihrer schwachen Gesundheit schwer fiel. Sie arbeitete als literarische Übersetzerin und Dolmetscherin. Die Entwicklungen im sozialistischen Albanien – insbesondere die Verfolgung des katholischen Klerus – verfolgte sie aus der Ferne kritisch. In mehreren Büchern schilderte sie die Verfolgung der Katholiken in Albanien durch die Kommunisten.
Godin starb 76-jährig nach langer Krankheit.

## Werke
- Benedetta. Roman einer heißen Liebe (1909)
- Alte Paläste (1910)
- Aus dem Lande der Knechtschaft (1913)
- Aus dem neuen Albanien: politische und kulturhistorische Skizzen (1914)
- Feinde (1917)
- Unser Bruder Kain (1919)
- Befreiung. Roman aus dem modernen Albanien (1920)
- Die "Bessa" des Jakub Schara (1921)
- Der Heilige Paulus (1927)
- Wörterbuch der albanischen und deutschen Sprache. Teil II. (1930)
- Wörterbuch der albanischen und deutschen Sprache. Teil I. (1930)
- Das Opfer (1930)
- Ellen Ammann (1933)
- Der tolle Nureddin (1936)
- Die Örtlbäuerin (1936)
- Auf Apostelpfaden durch das schöne Albanien (1936)
- Der Brennerwirt von Berchtesgaden (1937)
- Gjoka und die Rebellen. Geschichtlicher Roman aus dem Albanien unserer Tage (1939)
- Vom Dorfe geächtet (1940)
- Schauspieler (1941)
- Die große Angst – Roman mit Zeichnungen Von Johannes Wohlfahrt (1955)
- Der Schuss im Kampenwald (1955)
- Der Überfall (1955)
- Der Unterlehner und sein Sohn (1957)
- Die drei Kolaj – Gefährliche Wege im aufständischen Albanien (1961)
- Vergessen...? Roman aus der jüngsten Geschichte Albaniens (1963)

Übersetzungen
- Émile Baumann: Der heilige Paulus (1926)
- Louis Bertrand: Die heilige Theresia (1928)
- Shtjefën Gjeçovi: Das albanische Gewohnheitsrecht.[11]